# La Lagunilla, Tlacuilotepec
La Lagunilla är en ort i Mexiko.   Den ligger i kommunen Tlacuilotepec och delstaten Puebla, i den sydöstra delen av landet, 160 km nordost om huvudstaden Mexico City. La Lagunilla ligger 735 meter över havet och antalet invånare är 380.
Terrängen runt La Lagunilla är kuperad åt nordost, men åt sydväst är den bergig. Runt La Lagunilla är det ganska tätbefolkat, med 160 invånare per kvadratkilometer. Närmaste större samhälle är Xicotepec de Juárez, 14,1 km söder om La Lagunilla. Omgivningarna runt La Lagunilla är en mosaik av jordbruksmark och naturlig växtlighet.